# Simão de Brito
Simão de Brito est le 16e capitaine-major du Ceylan portugais. 